# Ryan Hall
Ryan Hall (født 14. oktober 1982) er en amerikansk løber.

## Biografi
Han er født i Kirkland, Washington. Han startede sin atletiske karriere med at spille baseball, fodbold, amerikansk fodbold og basketball. Han startede med at løbe da han var 15 år. Han var ikke specielt glad for at løbe indtil en dag, hvor han havde tavlt med at komme til en basketball kamp. Han løb forbi en sø og følte at "Gud havde givet ham en fremtid i løb". Han gik med det samme fra at hade løb til at elske det. Da han engang blev spurgt om hvornår han troede han var i stand til at løbe på et nationalt, og et internationalt eliteniveau, svarede han "dag 1", og hentydet til den dag han startede med at løbe.
Fra da han started med at løbe har hans hoveddisciplin altid været 1500 meter og milen. Han mål med løb er at komme under 4 minutter på milen, komme med til OL, vinde en Olympisk guld-medalje, og sætte en verdensrekord.

## Bedrifter
- 2003 – 2. plads NCAA Cross Country Championships
- 2005 – NCAA 5000 meter mester.
- 2005 – 3. plads til USA Outdoor Track & Field Championships
- 2006 – USATF 12 km cross country mester
- 2006 – Amerikansk halvmaraton mester
- 2006 – Amerikansk 20 Km rekordholder (57:54).
- 2007 – Amerikansk halvmaraton rekordholder (59:43).

## Personlige Rekorder
- 1500 meter – 3:42.7
- 5000 meter – 13:16.03 (2005)
- Halvmaraton – 59:43 (2007) amerikansk rekord
- Marathon – 2:08:24 (2007) amerikansk maraton debut rekord; amerikansk født løber rekord

## Trivia
- Han giftede sig i 2005 med sin kæreste Sara Bei som lige ham selv er amerikansk eliteløber.

- Hans lillebror Chad er også amerikansk eliteløber